# Колібрі-тонкодзьоб оливковий
Колі́брі-тонкодзьо́б оливковий (Chalcostigma olivaceum) — вид серпокрильцеподібних птахів родини колібрієвих (Trochilidae). Мешкає в Перу і Болівії.

## Опис
Довжина птаха становить 12-15 см, вага 6,6-9 г. Самці мають переважно темно-оливково-зелене забарвлення. Обличчя і горло у них темно-сірі, на горлі у них вузька райдужна пляма, що переливається різними кольорами, від смарагдового-зеленого до жовтого, рожевого або фіолетового зверху вниз. Хвіст роздвоєний, тьмяно-оливково-зелений. Дзьоб короткий, прямий, чорний. У самиць пляма на горлі менша або відсутня, крайні стернові пера у них мають світлі краї. Представники підвиду C. o. pallens мають менші розміри і блідіше забарвлення, ніж представники номінативного підвиду, верхня частина тіла у них бронзова або оливково-зелена з сірим відтінком, хвіст бронзово-оливково-зелений, а нижня частина тіла темно-бура.

## Підвиди
Виділяють два підвиди:
- C. o. pallens Carriker, 1935 — Перуанські Анди (від Анкаша до Хуніна);
- C. o. olivaceum (Lawrence, 1864) — Східний хребет Анд в Перу (на південь від Апурімака) і Болівії (Ла-Пас).

## Поширення і екологія
Оливкові колібрі-тонкодзьоби живуть на вологих луках пуна, у високогірних чагарникових заростях та на узліссях гірських тропічних лісів Polylepis і Gynoxys. Зустрічаються поодинці, на висоті від 3500 до 4700 м над рівнем моря в Перу і на висоті від 3100 до 4500 м над рівнем моря в Болівії. Живляться нектаром квітів, зокрема з роду Castilleja, а також у великій кількості комахами. Самці агресивно захищають свої кормові території.